# Armando Nieves
Armando Nieves (Barranquilla, 14 de noviembre de 1989) es un futbolista colombiano que juega en la posición de defensa central en el fútbol estadounidense

## Trayectoria

### Inicios
Ingresa a las divisiones inferiores del Junior a los 16 años.

### Barranquilla F.C.
Debutó profesionalmente en el Barranquilla F.C., filial de Junior de Barranquilla en la Categoría Primera B. En este equipo permaneció hasta el 2010, para luego ser ascendido al Junior.

### Junior F.C.
Debutó en la Categoría Primera A contra el Deportivo Cali, perdiendo 1 a 0.
En el segundo semestre de 2011 tuvo un breve periodo de continuidad, con destacadas actuaciones, anotando su primer gol como profesional en la victoria 3-0 sobre Equidad. Luego de un partido de Copa Colombia contra Millonarios que Junior pierde por un abultado 4-1, pierde la titular, no siendo alineado en el resto del año.

### Tiburones Rojos de Veracruz
Para la temporada 2012 es transferido al club mexicano Tiburones Rojos de Veracruz de la Liga de Ascenso de México en condición de préstamo con opción de compra. Al finalizar el semestre vuelve a Junior.

### América de Cali
A comienzo del año 2014 hace parte del América de Cali, un semestre para el olvido en el equipo de los diablos rojo. A fines de julio aparece nuevas ofertas, entre ellas la Liga de Ekstraklasa del fútbol de Polonia, donde el club Piast Gliwice se interesa en el servicio de este defensa central colombiano.

### Universidad de Guadalajara
El 7 de julio de 2015 llega a Leones Negros de la Universidad de Guadalajara de la Liga de Ascenso de México.

### Klubi Futbollistik Liria
Para 2019 ficha por el KF Lira de la Superliga de Kosovo junto con su compatriota Jhonny Riascos, el hondureño Roby Norales, el uruguayo Pío Martins y los venezolanos Luís Jiménez y Guillermo Ramírez.

## Clubes
| Club            | País     | Año           |
| --------------- | -------- | ------------- |
| Barranquilla FC | Colombia | 2009-2010     |
| Junior          | Colombia | 2011          |
| Tiburones Rojos | México   | 2012          |
| Junior          | Colombia | 2012-2013     |
| Barranquilla FC | Colombia | 2013          |
| América de Cali | Colombia | 2014          |
| Piast Gliwice   | Polonia  | 2014-2015     |
| Leones Negros   | México   | 2015-2018     |
| Potros UAEM     | México   | 2018          |
| KF Liria        | Kosovo   | 2019-presente |